# Перетасування екзонів
Перетасування екзонів — це молекулярний механізм формування нових генів. Це процес, за допомогою якого два або більше екзони з різних генів можуть бути об'єднані ектопічно (в ненормальному положенні або в незвичний спосіб) або ж екзон може бути повторений що утворює нову екзон-інтронну структуру. 
Існують різні механізми, за допомогою яких відбувається перетасування екзонів: транспозон-опосередковане перетасування, кросинговер під час статевої рекомбінації батьківських геномів та неправильна рекомбінація (англ. illegitimate recombination). 
Цей процес має певні правила:
- Інтрони можуть вбудовуватися: між двох послідовних кодонів (інтрони нульової фази) і таким чином перервати рамку зчитування[en] гена;
- між першим і другим нуклеотидом у кодоні (інтрони першої фази),
- або між другим і третім нуклеотидом у кодоні (інтрони другої фази).

До того ж екзони можуть бути класифіковані на дев'ять різних груп залежно від фази фланкуючих інтронів (симетричні: 0-0, 1-1, 2-2 і асиметричні: 0-2, 1-0, 1-2, і т. д.). Симетричними є тільки ті екзони, які можуть бути вставлені у інтрони, пройти дублювання або бути видаленими без зсуву рамки зчитування.